# Harveya pauciflora
Harveya pauciflora là loài thực vật có hoa thuộc họ Cỏ chổi. Loài này được Hiern mô tả khoa học đầu tiên.

## Hình ảnh

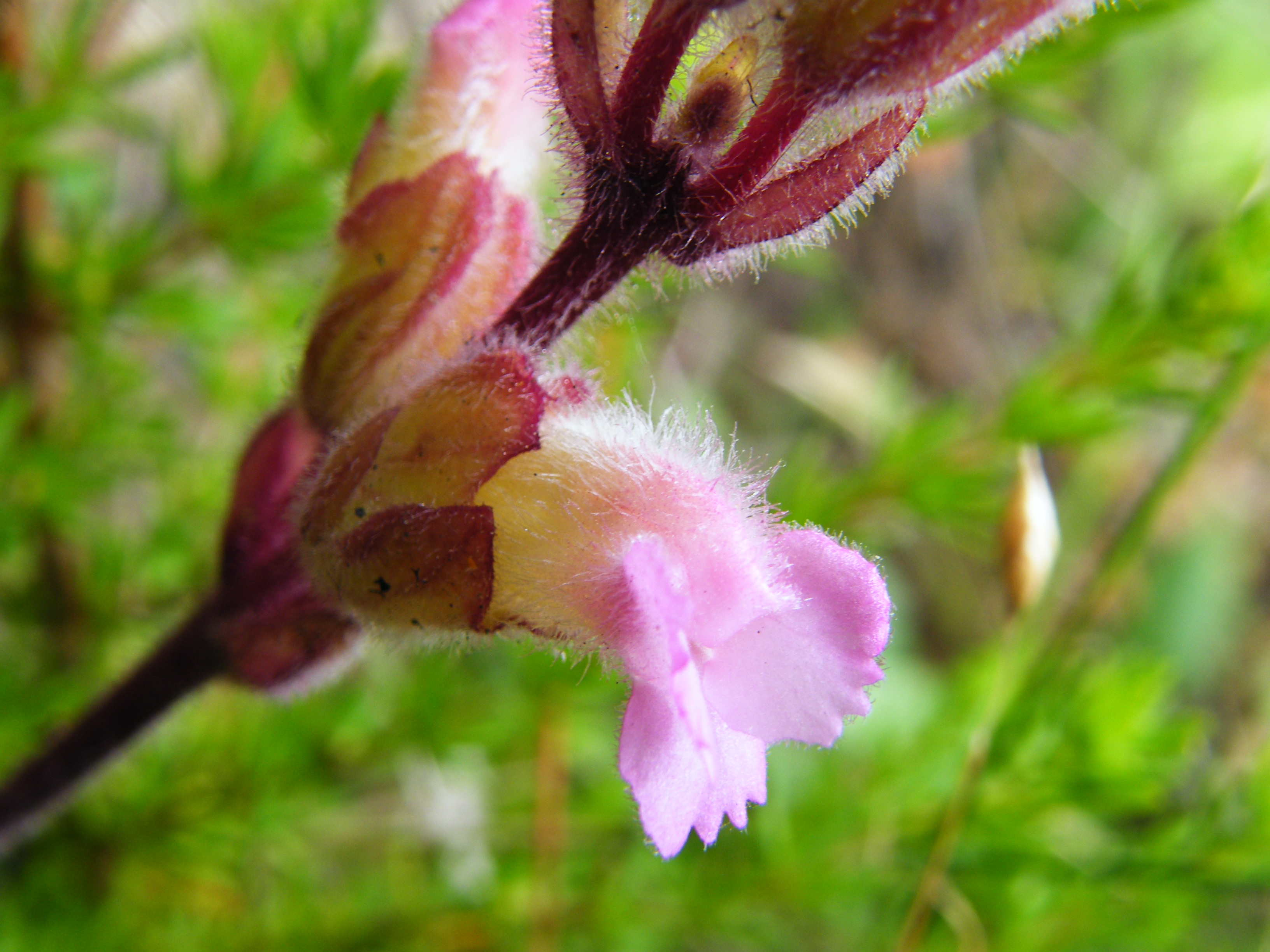
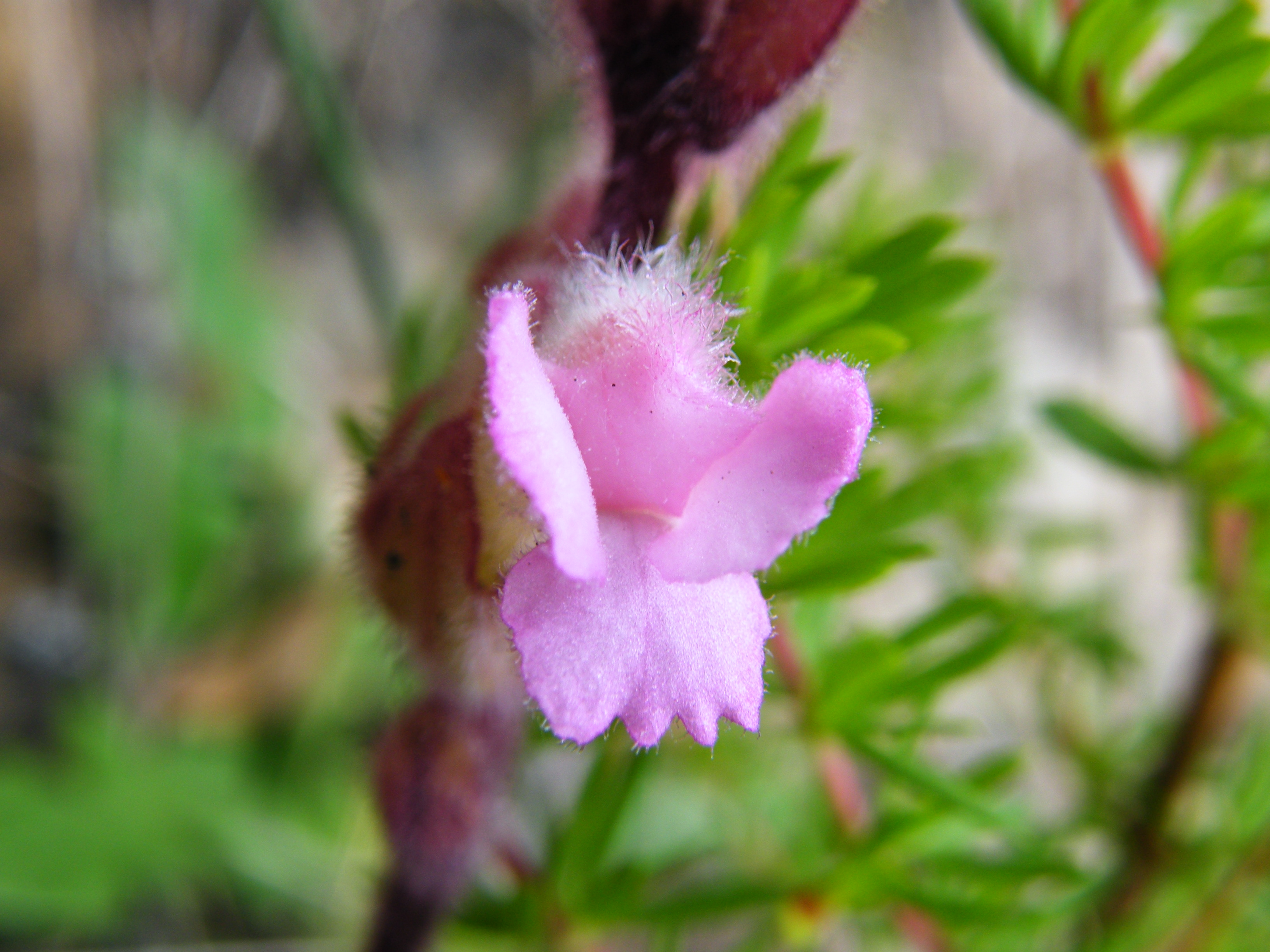
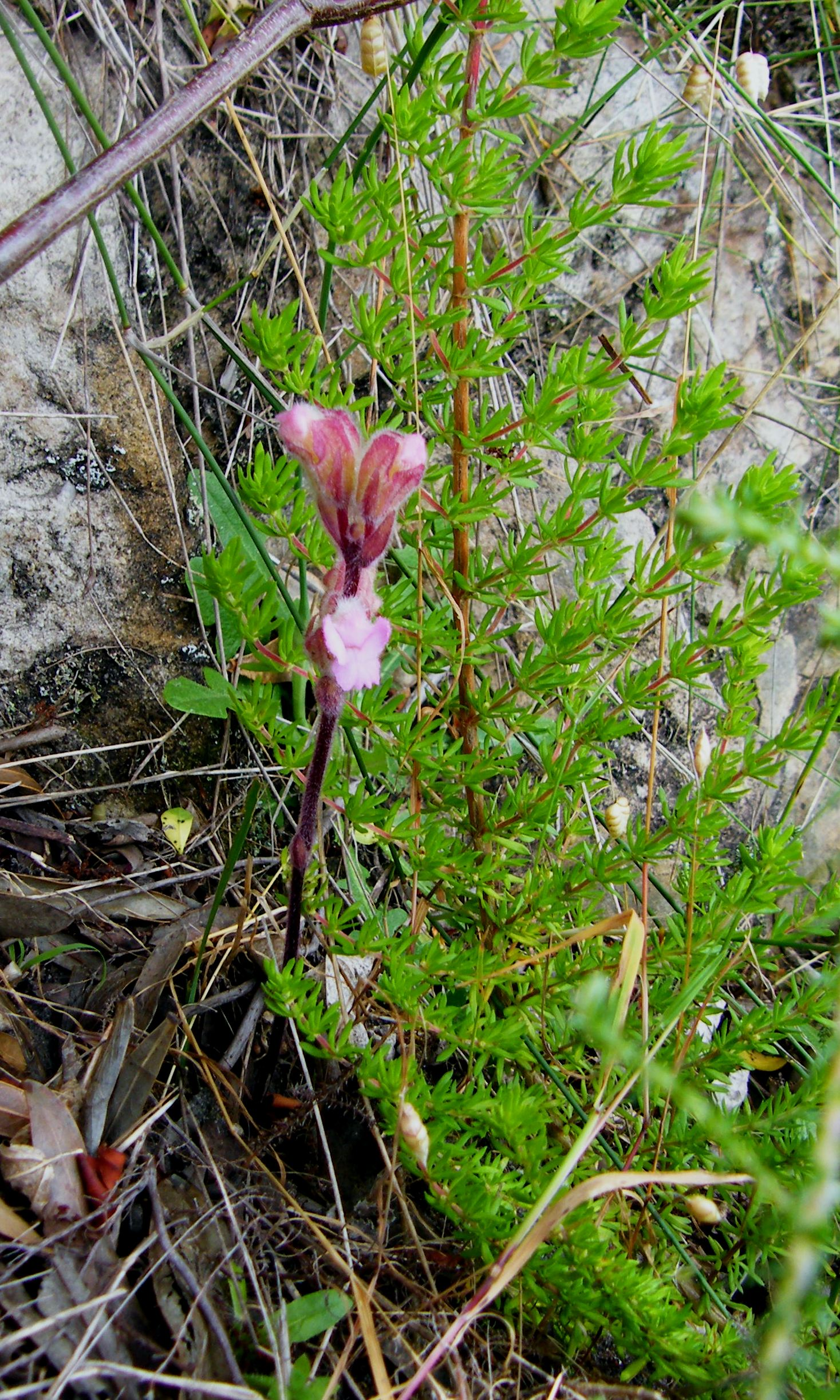